# Kanamarí
El kanamarí, o katukina-kanamari, és una de les llengües catuquines parlada per uns 1.650 individus kanamarís a l'estat de l'Amazones (Brasil). És considerada una llengua amenaçada.
Les dues principals varietats, kanamarí (canamarí) i katukina (catuquina), són mútuament intel·ligibles i s'han confós amb llengües veïnes amb noms iguals o similars.
Sinònims i dialectes són Tshom-djapa, Tsohon-djapa, Wiri-dyapá, Pidá-dyapá, Kutiá-dyapá (Kadiu-diapa, Cutiadapa), Tucun-diapa, Bendiapa, Parawa.

## Etymologia
El terme Katukina és derivat del terme Proto-Purus *ka-tukanɨ, que significa ‘parlant d'una llengua indígena’. Com a resultat, s'utilitza per referir-se a algunes llengües diferents que pertanyen a famílies lingüístiques separades, com pano i arawak:
- Katukina (Arawak)
- Katukína (Pano)
- Catuquinarú (no classificada)

## Fonologia

### Consonants
|            |            | Labial | Alveolar | Palatal | Velar | Glotal |
| ---------- | ---------- | ------ | -------- | ------- | ----- | ------ |
| Oclusiva   | sorda      | p      | t        | tʃ      | k     |        |
| Oclusiva   | sonora     | b      | d        | dʒ      |       |        |
| Nasal      | Nasal      | m      | n        | ɲ       |       |        |
| Fricativa  | Fricativa  |        |          |         |       | h      |
| Aproximant | Aproximant |        | l        |         |       |        |

Una consonant alveolar lateral /l/ es pot realitzar com un retroflex lateral [ɭ]. Sovint s'escolta un so nasal velar [ŋ] quan es segueixen vocals nasals. Es pot escoltar una parada glotal [ʔ] abans de les vocals inicials de paraula. La paraula final /k/ també pot semblar inèdita [k̚].

### Vocals
|               | Frontal | Central | Posterior  | Posterior |
| no arrodinida | Frontal | Central | arrodonida |           |
| ------------- | ------- | ------- | ---------- | --------- |
| Tancada       | i iː    |         | ɯ ɯː       | u uː      |
| Oberta        |         | a aː    |            |           |

/i/ i /u/ es poden realitzar com a sons aproximants [j] i [w], quan precedeixen una altra vocal.

## Gramàtica
La sintaxi de Kanamarí es caracteritza per alineació ergativa–absolutiva. L'argument absolutiu (és a dir, el subjecte dels verbs intransitius i l’objecte dels verbs transitius) no està marcat per majúscules i minúscules, i sol aparèixer seguint la frase verbal.